# 중세 세르비아 왕국
세르비아 왕국(세르비아어: Краљевина Србија 크랄레비나 스르비야)은 네마니치 왕조가 다스린 중세 세르비아의 정치체이다. 스테판 우로시 4세 두샨(Стефан Урош IV Душан Немањић) 때 최전성기를 누렸으며, 1217년부터 1346년까지 지속되었다. 

## 같이 보기
- 세르비아 정교회